# Großröda
Großröda – dzielnica gminy Starkenberg w Niemczech, w kraju związkowym Turyngia, w powiecie Altenburger Land, we wspólnocie administracyjnej Altenburger Land.